# L'Élève Martin
L'Élève Martin est une nouvelle de Marcel Aymé, parue dans Candide en 1934.

## Historique
L'Élève Martin paraît d'abord dans le journal Candide du 9 août 1934, puis la nouvelle est reprise en 1938 dans Derrière chez Martin, le troisième recueil de nouvelles de l'auteur.

## Résumé
Le surveillant général Escuelle tient enfin le coupable : cet ignoble gribouilleur de graffiti infâmes, c'est peut-être Martin...